# UEFA Champions League 2022-2023
La UEFA Champions League 2022-2023 è stata la 68ª edizione (la 31ª con la forma attuale) della Champions League, organizzata dall'UEFA. Il torneo è iniziato il 21 giugno 2022 e si è concluso il 10 giugno 2023 con la finale allo Stadio olimpico Atatürk di Istanbul, in Turchia. Il Real Madrid era campione in carica, avendo vinto l'edizione precedente.
Dopo lo spostamento della sede della finale dell'edizione 2019-2020, inizialmente assegnata proprio allo stadio olimpico Atatürk di Istanbul e successivamente trasferita allo stadio da Luz di Lisbona, la UEFA decise di slittare le sedi delle finali alla stagione 2022-2023. A partire dalla fase a gironi, la competizione ha visto l'introduzione del fuorigioco semi-automatico, dopo essere stato utilizzato per la prima volta in un competizione europea nella Supercoppa UEFA 2022.
Il torneo è stato vinto dagli inglesi del Manchester City, che nella finale hanno battuto gli italiani dell'Inter per 1-0, al primo successo nella competizione. Gli inglesi hanno ottenuto la possibilità di sfidare i vincitori della UEFA Europa League 2022-2023, gli spagnoli del Siviglia, nella Supercoppa UEFA 2023, e di partecipare alle edizioni 2023 e 2025 della Coppa del mondo per club FIFA. Con la vittoria della competizione, il Manchester City ha conquistato anche il treble, dopo i successi nella Premier League e nella FA Cup.

## Squadre partecipanti
I posti sono scelti tra 53 delle 55 associazioni affiliate all'UEFA, secondo la seguente tabella:
| Posizione della federazione in base al coefficiente UEFA per nazioni | Numero di squadre partecipanti |
| -------------------------------------------------------------------- | ------------------------------ |
| 1-4                                                                  | 4                              |
| 5-6                                                                  | 3                              |
| 7-15                                                                 | 2                              |
| 16-55                                                                | 1                              |

I vincitori della UEFA Champions League 2021-2022 e della UEFA Europa League 2021-2022 hanno un posto garantito per la fase a gironi.
|                             |                             | Squadre che accedono nel turno | Squadre provenienti dal turno precedente                                                             |
| --------------------------- | --------------------------- | --- | --- |
| Turno preliminare           | Turno preliminare           | - 4 campioni dalle federazioni 52–55 | |
| Primo turno                 | Primo turno                 | - 29 campioni dalle federazioni 22–51 (eccetto il Liechtenstein) | - vincitore del turno preliminare                                                                    |
| Secondo turno               | Campioni                    | - 5 campioni dalle federazioni 17–21 | - 15 vincitori del primo turno                                                                       |
| Secondo turno               | Piazzate                    | - 4 seconde classificate dalle federazioni 12–15 | |
| Terzo turno                 | Campioni                    | - 2 campioni dalle federazioni 15–16 | - 10 vincitori del secondo turno Campioni                                                            |
| Terzo turno                 | Piazzate                    | - 4 seconde classificate dalle federazioni 7–11 (ad eccezione della Russia) - 2 terze classificate dalle federazioni 5–6 | - 2 vincitori del secondo turno Piazzate                                                             |
| Spareggi                    | Campioni                    | - 2 campioni dalle federazioni 13–14 | - 6 vincitori del terzo turno Campioni                                                               |
| Spareggi                    | Piazzate                    | | - 4 vincitori del terzo turno Piazzate                                                               |
| Fase a gironi               | Fase a gironi               | - 11 campioni dalle federazioni 1–12 (ad eccezione della Russia) - 6 seconde classificate dalle federazioni 1–6 - 4 terze classificate dalle federazioni 1–4 - 4 quarte classificate dalle federazioni 1–4 - Detentore Champions League - Detentore Europa League | - 4 vincitori degli spareggi Campioni - 2 vincitori degli spareggi Piazzate                          |
| Fase a eliminazione diretta | Fase a eliminazione diretta | | - 8 vincitori dei gironi nella fase a gruppi - 8 seconde classificate dei gironi nella fase a gruppi |

### Ranking delle federazioni
Per la UEFA Champions League 2022-2023, le associazioni avranno un numero di squadre determinato dal coefficiente UEFA del 2021, che prende in esame le loro prestazioni nelle competizioni europee dalla stagione 2016-2017 alla stagione 2020-2021.
| Rank | Federazione     | Coeff.  | Squadre |
| ---- | --------------- | ------- | ------- |
| 1    | Inghilterra     | 100.569 | 4       |
| 2    | Spagna          | 97.855  | 4       |
| 3    | Italia          | 75.438  | 4       |
| 4    | Germania        | 73.570  | 4+1     |
| 5    | Francia         | 56.081  | 3       |
| 6    | Portogallo      | 48.549  | 3       |
| 7    | Paesi Bassi     | 39.200  | 2       |
| 8    | Russia          | 38.382  | 0       |
| 9    | Belgio          | 36.500  | 2       |
| 10   | Austria         | 35.825  | 2       |
| 11   | Scozia          | 33.375  | 2       |
| 12   | Ucraina         | 33.100  | 2       |
| 13   | Turchia         | 30.100  | 2       |
| 14   | Danimarca       | 27.875  | 2       |
| 15   | Cipro           | 27.750  | 2       |
| 16   | Serbia          | 26.750  | 1       |
| 17   | Repubblica Ceca | 26.600  | 1       |
| 18   | Croazia         | 26.275  | 1       |
| 19   | Svizzera        | 26.225  | 1       |

| Rank | Federazione          | Coeff. | Squadre |
| ---- | -------------------- | ------ | ------- |
| 20   | Grecia               | 26.000 | 1       |
| 21   | Israele              | 24.375 | 1       |
| 22   | Norvegia             | 21.000 | 1       |
| 23   | Svezia               | 20.500 | 1       |
| 24   | Bulgaria             | 20.375 | 1       |
| 25   | Romania              | 18.200 | 1       |
| 26   | Azerbaigian          | 16.875 | 1       |
| 27   | Kazakistan           | 15.625 | 1       |
| 28   | Ungheria             | 15.500 | 1       |
| 29   | Bielorussia          | 15.250 | 1       |
| 30   | Polonia              | 15.125 | 1       |
| 31   | Slovenia             | 14.250 | 1       |
| 32   | Slovacchia           | 13.625 | 1       |
| 33   | Liechtenstein        | 9.000  | 0       |
| 34   | Lituania             | 8.750  | 1       |
| 35   | Lussemburgo          | 8.250  | 1       |
| 36   | Bosnia ed Erzegovina | 8.000  | 1       |
| 37   | Irlanda              | 7.875  | 1       |

| Rank | Federazione        | Coeff. | Squadre |
| ---- | ------------------ | ------ | ------- |
| 38   | Macedonia del Nord | 7.625  | 1       |
| 39   | Armenia            | 7.375  | 1       |
| 40   | Lettonia           | 7.375  | 1       |
| 41   | Albania            | 7.250  | 1       |
| 42   | Irlanda del Nord   | 6.958  | 1       |
| 43   | Georgia            | 6.875  | 1       |
| 44   | Finlandia          | 6.875  | 1       |
| 45   | Moldavia           | 6.875  | 1       |
| 46   | Malta              | 6.375  | 1       |
| 47   | Fær Øer            | 6.125  | 1       |
| 48   | Kosovo             | 5.833  | 1       |
| 49   | Gibilterra         | 5.666  | 1       |
| 50   | Montenegro         | 5.000  | 1       |
| 51   | Galles             | 5.000  | 1       |
| 52   | Islanda            | 4.875  | 1       |
| 53   | Estonia            | 4.750  | 1       |
| 54   | Andorra            | 3.331  | 1       |
| 55   | San Marino         | 1.166  | 1       |

### Lista
I club sono ordinati in base al coefficiente UEFA della federazione di appartenenza. Accanto ad ogni club è indicata la posizione in classifica nel rispettivo campionato.
| Fase a gironi                 | Fase a gironi          | Fase a gironi            | Fase a gironi             |
| ----------------------------- | ---------------------- | ------------------------ | ------------------------- |
| Real MadridCL (1º)            | Chelsea (3º)           | Borussia Dortmund (2º)   | Ajax (1º)                 |
| Eintracht FrancoforteEL (11º) | Tottenham (4º)         | Bayer Leverkusen (3º)    | Club Bruges (1º)          |
| Barcellona (2º)               | Milan (1º)             | RB Lipsia (4º)           | Salisburgo (1º)           |
| Atlético Madrid (3º)          | Inter (2º)             | Paris Saint-Germain (1º) | Celtic (1º)               |
| Siviglia (4º)                 | Napoli (3º)            | Olympique Marsiglia (2º) | Šachtar (1º)              |
| Manchester City (1º)          | Juventus (4º)          | Porto (1º)               |                           |
| Liverpool (2º)                | Bayern Monaco (1º)     | Sporting Lisbona (2º)    |                           |
| Spareggi                      |                        |                          |                           |
| Campioni                      | Campioni               | Piazzate                 | Piazzate                  |
| Trabzonspor (1º)              | Copenaghen (1º)        |                          |                           |
| Terzo turno                   |                        |                          |                           |
| Campioni                      | Campioni               | Piazzate                 | Piazzate                  |
| Apollōn Limassol (1º)         | Stella Rossa (1º)      | Monaco (3º)              | Union Saint-Gilloise (2º) |
|                               |                        | Benfica (3º)             | Sturm Graz (2º)           |
| PSV (2º)                      | Rangers (2º)           |                          |                           |
| Secondo turno                 |                        |                          |                           |
| Campioni                      | Campioni               | Piazzate                 | Piazzate                  |
| Viktoria Plzeň (1º)           | Olympiacos (1º)        | Dinamo Kiev (2º)         | Fenerbahçe (2º)           |
| Dinamo Zagabria (1º)          | Maccabi Haifa (1º)     | AEK Larnaca (2º)         | Midtjylland (2º)          |
| Zurigo (1º)                   |                        |                          |                           |
| Primo turno                   |                        |                          |                           |
| Bodø/Glimt (1º)               | Lech Poznań (1º)       | Shkupi (1º)              | Sheriff Tiraspol (1º)     |
| Malmö FF (1º)                 | Maribor (1º)           | P'yownik (1º)            | Hibernians (1º)           |
| Ludogorec (1º)                | Slovan Bratislava (1º) | RFS Riga (1º)            | KÍ Klaksvík (1º)          |
| CFR Cluj (1º)                 | Žalgiris (1º)          | Tirana (1º)              | Ballkani (1º)             |
| Qarabağ (1º)                  | F91 Dudelange (1º)     | Linfield (1º)            | Lincoln Red Imps (1º)     |
| Tobyl (1º)                    | Zrinjski Mostar (1º)   | Dinamo Batumi (1º)       | Sutjeska (1º)             |
| Ferencváros (1º)              | Shamrock Rovers (1º)   | HJK (1º)                 | The New Saints (1º)       |
| Šachcër Salihorsk (1º)        |                        |                          |                           |
| Turno preliminare             |                        |                          |                           |
| Víkingur (1º)                 | Levadia Tallinn (1º)   | Inter Escaldes (1º)      | La Fiorita (1º)           |

## Date
Il programma della competizione è il seguente. Tutti i sorteggi si tengono nel quartier generale dell'UEFA a Nyon, ad eccezione di quello della fase a gironi che si è tenuto a Istanbul.
| Fase                        | Turno                  | Sorteggio                                              | Andata                                                 | Ritorno                     |
| --------------------------- | ---------------------- | ------------------------------------------------------ | ------------------------------------------------------ | --------------------------- |
| Qualificazioni              | Turno preliminare      | 7 giugno 2022 (Nyon)                                   | 21 giugno 2022 (semifinali)                            | 21 giugno 2022 (semifinali) |
| Qualificazioni              | Turno preliminare      | 7 giugno 2022 (Nyon)                                   | 24 giugno 2022 (finale)                                |                             |
| Qualificazioni              | Primo turno            | 14 giugno 2022 (Nyon)                                  | 5-6 luglio 2022                                        | 12-13 luglio 2022           |
| Qualificazioni              | Secondo turno          | 15 giugno 2022 (Nyon)                                  | 19-20 luglio 2022                                      | 26-27 luglio 2022           |
| Qualificazioni              | Terzo turno            | 18 luglio 2022 (Nyon)                                  | 2-3 agosto 2022                                        | 9 agosto 2022               |
| Qualificazioni              | Spareggi               | 2 agosto 2022 (Nyon)                                   | 16-17 agosto 2022                                      | 23-24 agosto 2022           |
| Fase a gironi               | Prima giornata         | 25 agosto 2022 (Istanbul)                              | 6-7 settembre 2022                                     | 6-7 settembre 2022          |
| Fase a gironi               | Seconda giornata       | 25 agosto 2022 (Istanbul)                              | 13-14 settembre 2022                                   | 13-14 settembre 2022        |
| Fase a gironi               | Terza giornata         | 25 agosto 2022 (Istanbul)                              | 4-5 ottobre 2022                                       | 4-5 ottobre 2022            |
| Fase a gironi               | Quarta giornata        | 25 agosto 2022 (Istanbul)                              | 11-12 ottobre 2022                                     | 11-12 ottobre 2022          |
| Fase a gironi               | Quinta giornata        | 25 agosto 2022 (Istanbul)                              | 25-26 ottobre 2022                                     | 25-26 ottobre 2022          |
| Fase a gironi               | Sesta giornata         | 25 agosto 2022 (Istanbul)                              | 1º-2 novembre 2022                                     | 1º-2 novembre 2022          |
| Fase a eliminazione diretta |                        |                                                        |                                                        |                             |
| Ottavi di finale            | 7 novembre 2022 (Nyon) | 14-15 e 21-22 febbraio 2023                            | 7-8 e 14-15 marzo 2023                                 |                             |
| Quarti di finale            | 17 marzo 2023 (Nyon)   | 11-12 aprile 2023                                      | 18-19 aprile 2023                                      |                             |
| Semifinali                  | 17 marzo 2023 (Nyon)   | 9-10 maggio 2023                                       | 16-17 maggio 2023                                      |                             |
| Finale                      | Finale                 | 10 giugno 2023 allo Stadio olimpico Atatürk (Istanbul) | 10 giugno 2023 allo Stadio olimpico Atatürk (Istanbul) |                             |

## Partite

### Fase di qualificazione

#### Turno preliminare
Le squadre eliminate nel turno preliminare saranno sorteggiate nel percorso Campioni del secondo turno di qualificazione della UEFA Europa Conference League.
| Squadra 1       | Risultato  | Squadra 2      |
| Semifinali      | Semifinali | Semifinali     |
| --------------- | ---------- | -------------- |
| Levadia Tallinn | 1 - 6      | Víkingur       |
| La Fiorita      | 1 - 2      | Inter Escaldes |
| Finale          |            |                |
| Inter Escaldes  | 0 - 1      | Víkingur       |

#### Primo turno di qualificazione
Le squadre eliminate nel primo turno di qualificazione saranno sorteggiate nel percorso Campioni del secondo turno di qualificazione della UEFA Europa Conference League. Ad eccezione delle perdenti tra Maribor–Šachcër Salihorsk e HJK–RFS Riga che saranno inserite nel sorteggio per il terzo turno di qualificazione della stessa competizione.
| Squadra 1         | Totale          | Squadra 2         | Andata | Ritorno     |
| ----------------- | --------------- | ----------------- | ------ | ----------- |
| P'yownik          | 2 - 2 (4-3 dtr) | CFR Cluj          | 0 - 0  | 2 - 2 (dts) |
| Maribor           | 2 - 0           | Šachcër Salihorsk | 0 - 0  | 2 - 0       |
| Ludogorec         | 3 - 0           | Sutjeska          | 2 - 0  | 1 - 0       |
| F91 Dudelange     | 3 - 1           | Tirana            | 1 - 0  | 2 - 1       |
| Tobyl             | 1 - 5           | Ferencváros       | 0 - 0  | 1 - 5       |
| Malmö FF          | 6 - 5           | Víkingur          | 3 - 2  | 3 - 3       |
| Ballkani          | 1 - 2           | Žalgiris          | 1 - 1  | 0 - 1 (dts) |
| HJK               | 2 - 2 (5-4 dtr) | RFS Riga          | 1 - 0  | 1 - 2 (dts) |
| Bodø/Glimt        | 4 - 3           | KÍ Klaksvík       | 3 - 0  | 1 - 3       |
| The New Saints    | 1 - 2           | Linfield          | 1 - 0  | 0 - 2 (dts) |
| Shamrock Rovers   | 3 - 0           | Hibernians        | 3 - 0  | 0 - 0       |
| Lech Poznań       | 2 - 5           | Qarabağ           | 1 - 0  | 1 - 5       |
| Shkupi            | 3 - 2           | Lincoln Red Imps  | 3 - 0  | 0 - 2       |
| Zrinjski Mostar   | 0 - 1           | Sheriff Tiraspol  | 0 - 0  | 0 - 1       |
| Slovan Bratislava | 2 - 1           | Dinamo Batumi     | 0 - 0  | 2 - 1 (dts) |

#### Secondo turno di qualificazione
| Squadra 1       | Totale          | Squadra 2         | Andata   | Ritorno     |
| Campioni        | Campioni        | Campioni          | Campioni | Campioni    |
| --------------- | --------------- | ----------------- | -------- | ----------- |
| Ferencváros     | 5 - 3           | Slovan Bratislava | 1 - 2    | 4 - 1       |
| Dinamo Zagabria | 3 - 2           | Shkupi            | 2 - 2    | 1 - 0       |
| Qarabağ         | 5 - 4           | Zurigo            | 3 - 2    | 2 - 2 (dts) |
| HJK             | 1 - 7           | Viktoria Plzeň    | 1 - 2    | 0 - 5       |
| Linfield        | 1 - 8           | Bodø/Glimt        | 1 - 0    | 0 - 8       |
| Žalgiris        | 3 - 0           | Malmö FF          | 1 - 0    | 2 - 0       |
| Ludogorec       | 4 - 2           | Shamrock Rovers   | 3 - 0    | 1 - 2       |
| Maribor         | 0 - 1           | Sheriff Tiraspol  | 0 - 0    | 0 - 1       |
| Maccabi Haifa   | 5 - 1           | Olympiacos        | 1 - 1    | 4 - 0       |
| P'yownik        | 4 - 2           | F91 Dudelange     | 0 - 1    | 4 - 1       |
| Piazzate        |                 |                   |          |             |
| Midtjylland     | 2 - 2 (4-3 dtr) | AEK Larnaca       | 1 - 1    | 1 - 1 (dts) |
| Dinamo Kiev     | 2 - 1           | Fenerbahçe        | 0 - 0    | 2 - 1 (dts) |

#### Terzo turno di qualificazione
| Squadra 1            | Totale   | Squadra 2        | Andata   | Ritorno     |
| Campioni             | Campioni | Campioni         | Campioni | Campioni    |
| -------------------- | -------- | ---------------- | -------- | ----------- |
| Maccabi Haifa        | 4 - 2    | Apollōn Limassol | 4 - 0    | 0 - 2       |
| Qarabağ              | 4 - 2    | Ferencváros      | 1 - 1    | 3 - 1       |
| Ludogorec            | 3 - 6    | Dinamo Zagabria  | 1 - 2    | 2 - 4       |
| Sheriff Tiraspol     | 2 - 4    | Viktoria Plzeň   | 1 - 2    | 1 - 2       |
| Bodø/Glimt           | 6 - 1    | Žalgiris         | 5 - 0    | 1 - 1       |
| Stella Rossa         | 7 - 0    | P'yownik         | 5 - 0    | 2 - 0       |
| Piazzate             |          |                  |          |             |
| Monaco               | 3 - 4    | PSV              | 1 - 1    | 2 - 3 (dts) |
| Dinamo Kiev          | 3 - 1    | Sturm Graz       | 1 - 0    | 2 - 1 (dts) |
| Union Saint-Gilloise | 2 - 3    | Rangers          | 2 - 0    | 0 - 3       |
| Benfica              | 7 - 2    | Midtjylland      | 4 - 1    | 3 - 1       |

#### Spareggi
| Squadra 1     | Totale   | Squadra 2       | Andata   | Ritorno     |
| Campioni      | Campioni | Campioni        | Campioni | Campioni    |
| ------------- | -------- | --------------- | -------- | ----------- |
| Qarabağ       | 1 - 2    | Viktoria Plzeň  | 0 - 0    | 1 - 2       |
| Bodø/Glimt    | 2 - 4    | Dinamo Zagabria | 1 - 0    | 1 - 4 (dts) |
| Maccabi Haifa | 5 - 4    | Stella Rossa    | 3 - 2    | 2 - 2       |
| Copenaghen    | 2 - 1    | Trabzonspor     | 2 - 1    | 0 - 0       |
| Piazzate      |          |                 |          |             |
| Dinamo Kiev   | 0 - 5    | Benfica         | 0 - 2    | 0 - 3       |
| Rangers       | 3 - 2    | PSV             | 2 - 2    | 1 - 0       |

### UEFA Champions League

#### Fase a gironi

##### Gruppo A
| Squadra   | Pt | G | V | N | P | GF | GS | DG  |
| --------- | -- | - | - | - | - | -- | -- | --- |
| Napoli    | 15 | 6 | 5 | 0 | 1 | 20 | 6  | +14 |
| Liverpool | 15 | 6 | 5 | 0 | 1 | 17 | 6  | +11 |
| Ajax      | 6  | 6 | 2 | 0 | 4 | 11 | 16 | -5  |
| Rangers   | 0  | 6 | 0 | 0 | 6 | 2  | 22 | -20 |

| Squadra 1   | Risultato   | Squadra 2   |
| 1ª giornata | 1ª giornata | 1ª giornata |
| ----------- | ----------- | ----------- |
| Ajax        | 4 - 0       | Rangers     |
| Napoli      | 4 - 1       | Liverpool   |
| 2ª giornata |             |             |
| Liverpool   | 2 - 1       | Ajax        |
| Rangers     | 0 - 3       | Napoli      |
| 3ª giornata |             |             |
| Liverpool   | 2 - 0       | Rangers     |
| Ajax        | 1 - 6       | Napoli      |
| 4ª giornata |             |             |
| Napoli      | 4 - 2       | Ajax        |
| Rangers     | 1 - 7       | Liverpool   |
| 5ª giornata |             |             |
| Napoli      | 3 - 0       | Rangers     |
| Ajax        | 0 - 3       | Liverpool   |
| 6ª giornata |             |             |
| Liverpool   | 2 - 0       | Napoli      |
| Rangers     | 1 - 3       | Ajax        |

##### Gruppo B
| Squadra          | Pt | G | V | N | P | GF | GS | DG |
| ---------------- | -- | - | - | - | - | -- | -- | -- |
| Porto            | 12 | 6 | 4 | 0 | 2 | 12 | 7  | +5 |
| Club Bruges      | 11 | 6 | 3 | 2 | 1 | 7  | 4  | +3 |
| Bayer Leverkusen | 5  | 6 | 1 | 2 | 3 | 4  | 8  | -4 |
| Atlético Madrid  | 5  | 6 | 1 | 2 | 3 | 5  | 9  | -4 |

| Squadra 1        | Risultato   | Squadra 2        |
| 1ª giornata      | 1ª giornata | 1ª giornata      |
| ---------------- | ----------- | ---------------- |
| Atlético Madrid  | 2 - 1       | Porto            |
| Club Bruges      | 1 - 0       | Bayer Leverkusen |
| 2ª giornata      |             |                  |
| Porto            | 0 - 4       | Club Bruges      |
| Bayer Leverkusen | 2 - 0       | Atlético Madrid  |
| 3ª giornata      |             |                  |
| Porto            | 2 - 0       | Bayer Leverkusen |
| Club Bruges      | 2 - 0       | Atlético Madrid  |
| 4ª giornata      |             |                  |
| Atlético Madrid  | 0 - 0       | Club Bruges      |
| Bayer Leverkusen | 0 - 3       | Porto            |
| 5ª giornata      |             |                  |
| Club Bruges      | 0 - 4       | Porto            |
| Atlético Madrid  | 2 - 2       | Bayer Leverkusen |
| 6ª giornata      |             |                  |
| Porto            | 2 - 1       | Atlético Madrid  |
| Bayer Leverkusen | 0 - 0       | Club Bruges      |

##### Gruppo C
| Squadra        | Pt | G | V | N | P | GF | GS | DG  |
| -------------- | -- | - | - | - | - | -- | -- | --- |
| Bayern Monaco  | 18 | 6 | 6 | 0 | 0 | 18 | 2  | +16 |
| Inter          | 10 | 6 | 3 | 1 | 2 | 10 | 7  | +3  |
| Barcellona     | 7  | 6 | 2 | 1 | 3 | 12 | 12 | 0   |
| Viktoria Plzeň | 0  | 6 | 0 | 0 | 6 | 5  | 24 | -19 |

| Squadra 1      | Risultato   | Squadra 2      |
| 1ª giornata    | 1ª giornata | 1ª giornata    |
| -------------- | ----------- | -------------- |
| Barcellona     | 5 - 1       | Viktoria Plzeň |
| Inter          | 0 - 2       | Bayern Monaco  |
| 2ª giornata    |             |                |
| Viktoria Plzeň | 0 - 2       | Inter          |
| Bayern Monaco  | 2 - 0       | Barcellona     |
| 3ª giornata    |             |                |
| Bayern Monaco  | 5 - 0       | Viktoria Plzeň |
| Inter          | 1 - 0       | Barcellona     |
| 4ª giornata    |             |                |
| Barcellona     | 3 - 3       | Inter          |
| Viktoria Plzeň | 2 - 4       | Bayern Monaco  |
| 5ª giornata    |             |                |
| Inter          | 4 - 0       | Viktoria Plzeň |
| Barcellona     | 0 - 3       | Bayern Monaco  |
| 6ª giornata    |             |                |
| Bayern Monaco  | 2 - 0       | Inter          |
| Viktoria Plzeň | 2 - 4       | Barcellona     |

##### Gruppo D
| Squadra               | Pt | G | V | N | P | GF | GS | DG |
| --------------------- | -- | - | - | - | - | -- | -- | -- |
| Tottenham             | 11 | 6 | 3 | 2 | 1 | 8  | 6  | +2 |
| Eintracht Francoforte | 10 | 6 | 3 | 1 | 2 | 7  | 8  | -1 |
| Sporting Lisbona      | 7  | 6 | 2 | 1 | 3 | 8  | 9  | -1 |
| Olympique Marsiglia   | 6  | 6 | 2 | 0 | 4 | 8  | 8  | 0  |

| Squadra 1             | Risultato   | Squadra 2             |
| 1ª giornata           | 1ª giornata | 1ª giornata           |
| --------------------- | ----------- | --------------------- |
| Eintracht Francoforte | 0 - 3       | Sporting Lisbona      |
| Tottenham             | 2 - 0       | Olympique Marsiglia   |
| 2ª giornata           |             |                       |
| Sporting Lisbona      | 2 - 0       | Tottenham             |
| Olympique Marsiglia   | 0 - 1       | Eintracht Francoforte |
| 3ª giornata           |             |                       |
| Olympique Marsiglia   | 4 - 1       | Sporting Lisbona      |
| Eintracht Francoforte | 0 - 0       | Tottenham             |
| 4ª giornata           |             |                       |
| Tottenham             | 3 - 2       | Eintracht Francoforte |
| Sporting Lisbona      | 0 - 2       | Olympique Marsiglia   |
| 5ª giornata           |             |                       |
| Tottenham             | 1 - 1       | Sporting Lisbona      |
| Eintracht Francoforte | 2 - 1       | Olympique Marsiglia   |
| 6ª giornata           |             |                       |
| Sporting Lisbona      | 1 - 2       | Eintracht Francoforte |
| Olympique Marsiglia   | 1 - 2       | Tottenham             |

##### Gruppo E
| Squadra         | Pt | G | V | N | P | GF | GS | DG |
| --------------- | -- | - | - | - | - | -- | -- | -- |
| Chelsea         | 13 | 6 | 4 | 1 | 1 | 10 | 4  | +6 |
| Milan           | 10 | 6 | 3 | 1 | 2 | 12 | 7  | +5 |
| Salisburgo      | 6  | 6 | 1 | 3 | 2 | 5  | 9  | -4 |
| Dinamo Zagabria | 4  | 6 | 1 | 1 | 4 | 4  | 11 | -7 |

| Squadra 1       | Risultato   | Squadra 2       |
| 1ª giornata     | 1ª giornata | 1ª giornata     |
| --------------- | ----------- | --------------- |
| Dinamo Zagabria | 1 - 0       | Chelsea         |
| Salisburgo      | 1 - 1       | Milan           |
| 2ª giornata     |             |                 |
| Milan           | 3 - 1       | Dinamo Zagabria |
| Chelsea         | 1 - 1       | Salisburgo      |
| 3ª giornata     |             |                 |
| Salisburgo      | 1 - 0       | Dinamo Zagabria |
| Chelsea         | 3 - 0       | Milan           |
| 4ª giornata     |             |                 |
| Dinamo Zagabria | 1 - 1       | Salisburgo      |
| Milan           | 0 - 2       | Chelsea         |
| 5ª giornata     |             |                 |
| Salisburgo      | 1 - 2       | Chelsea         |
| Dinamo Zagabria | 0 - 4       | Milan           |
| 6ª giornata     |             |                 |
| Chelsea         | 2 - 1       | Dinamo Zagabria |
| Milan           | 4 - 0       | Salisburgo      |

##### Gruppo F
| Squadra     | Pt | G | V | N | P | GF | GS | DG  |
| ----------- | -- | - | - | - | - | -- | -- | --- |
| Real Madrid | 13 | 6 | 4 | 1 | 1 | 15 | 6  | +9  |
| RB Lipsia   | 12 | 6 | 4 | 0 | 2 | 13 | 9  | +4  |
| Šachtar     | 6  | 6 | 1 | 3 | 2 | 8  | 10 | -2  |
| Celtic      | 2  | 6 | 0 | 2 | 4 | 4  | 15 | -11 |

| Squadra 1   | Risultato   | Squadra 2   |
| 1ª giornata | 1ª giornata | 1ª giornata |
| ----------- | ----------- | ----------- |
| Celtic      | 0 - 3       | Real Madrid |
| RB Lipsia   | 1 - 4       | Šachtar     |
| 2ª giornata |             |             |
| Šachtar     | 1 - 1       | Celtic      |
| Real Madrid | 2 - 0       | RB Lipsia   |
| 3ª giornata |             |             |
| RB Lipsia   | 3 - 1       | Celtic      |
| Real Madrid | 2 - 1       | Šachtar     |
| 4ª giornata |             |             |
| Šachtar     | 1 - 1       | Real Madrid |
| Celtic      | 0 - 2       | RB Lipsia   |
| 5ª giornata |             |             |
| Celtic      | 1 - 1       | Šachtar     |
| RB Lipsia   | 3 - 2       | Real Madrid |
| 6ª giornata |             |             |
| Real Madrid | 5 - 1       | Celtic      |
| Šachtar     | 0 - 4       | RB Lipsia   |

##### Gruppo G
| Squadra           | Pt | G | V | N | P | GF | GS | DG  |
| ----------------- | -- | - | - | - | - | -- | -- | --- |
| Manchester City   | 14 | 6 | 4 | 2 | 0 | 14 | 2  | +12 |
| Borussia Dortmund | 9  | 6 | 2 | 3 | 1 | 10 | 5  | +5  |
| Siviglia          | 5  | 6 | 1 | 2 | 3 | 6  | 12 | -6  |
| Copenaghen        | 3  | 6 | 0 | 3 | 3 | 1  | 12 | -11 |

| Squadra 1         | Risultato   | Squadra 2         |
| 1ª giornata       | 1ª giornata | 1ª giornata       |
| ----------------- | ----------- | ----------------- |
| Borussia Dortmund | 3 - 0       | Copenaghen        |
| Siviglia          | 0 - 4       | Manchester City   |
| 2ª giornata       |             |                   |
| Manchester City   | 2 - 1       | Borussia Dortmund |
| Copenaghen        | 0 - 0       | Siviglia          |
| 3ª giornata       |             |                   |
| Manchester City   | 5 - 0       | Copenaghen        |
| Siviglia          | 1 - 4       | Borussia Dortmund |
| 4ª giornata       |             |                   |
| Copenaghen        | 0 - 0       | Manchester City   |
| Borussia Dortmund | 1 - 1       | Siviglia          |
| 5ª giornata       |             |                   |
| Siviglia          | 3 - 0       | Copenaghen        |
| Borussia Dortmund | 0 - 0       | Manchester City   |
| 6ª giornata       |             |                   |
| Manchester City   | 3 - 1       | Siviglia          |
| Copenaghen        | 1 - 1       | Borussia Dortmund |

##### Gruppo H
| Squadra             | Pt | G | V | N | P | GF | GS | DG  |
| ------------------- | -- | - | - | - | - | -- | -- | --- |
| Benfica             | 14 | 6 | 4 | 2 | 0 | 16 | 7  | +9  |
| Paris Saint-Germain | 14 | 6 | 4 | 2 | 0 | 16 | 7  | +9  |
| Juventus            | 3  | 6 | 1 | 0 | 5 | 9  | 13 | -4  |
| Maccabi Haifa       | 3  | 6 | 1 | 0 | 5 | 7  | 21 | -14 |

| Squadra 1           | Risultato   | Squadra 2           |
| 1ª giornata         | 1ª giornata | 1ª giornata         |
| ------------------- | ----------- | ------------------- |
| Paris Saint-Germain | 2 - 1       | Juventus            |
| Benfica             | 2 - 0       | Maccabi Haifa       |
| 2ª giornata         |             |                     |
| Juventus            | 1 - 2       | Benfica             |
| Maccabi Haifa       | 1 - 3       | Paris Saint-Germain |
| 3ª giornata         |             |                     |
| Juventus            | 3 - 1       | Maccabi Haifa       |
| Benfica             | 1 - 1       | Paris Saint-Germain |
| 4ª giornata         |             |                     |
| Maccabi Haifa       | 2 - 0       | Juventus            |
| Paris Saint-Germain | 1 - 1       | Benfica             |
| 5ª giornata         |             |                     |
| Paris Saint-Germain | 7 - 2       | Maccabi Haifa       |
| Benfica             | 4 - 3       | Juventus            |
| 6ª giornata         |             |                     |
| Juventus            | 1 - 2       | Paris Saint-Germain |
| Maccabi Haifa       | 1 - 6       | Benfica             |

#### Fase a eliminazione diretta
|  | Ottavi di finale      | Ottavi di finale | Ottavi di finale | Ottavi di finale |   |                 | Quarti di finale | Quarti di finale | Quarti di finale | Quarti di finale |  |             | Semifinali | Semifinali | Semifinali | Semifinali |                 |   | Finale | Finale |
|  |                       |                  |                  |                  |   |                 |                  |                  |                  |                  |  |             |            |            |            |            |                 |   |        |        |
|  | Liverpool             | 2                | 0                | 2                |   |                 |                  |                  |                  |                  |  |             |            |            |            |            |                 |   |        |        |
|  | Real Madrid           | 5                | 1                | 6                |   |                 |                  |                  |                  |                  |  |             |            |            |            |            |                 |   |        |        |
|  | Real Madrid           | 5                | 1                | 6                |   | Real Madrid     | 2                | 2                | 4                |                  |  |             |            |            |            |            |                 |   |        |        |
|  |                       |                  |                  |                  |   | Real Madrid     | 2                | 2                | 4                |                  |  |             |            |            |            |            |                 |   |        |        |
|  |                       | Chelsea          | 0                | 0                | 0 |                 |                  |                  |                  |                  |  |             |            |            |            |            |                 |   |        |        |
|  | Borussia Dortmund     | Chelsea          | 0                | 0                | 0 | 1               | 0                | 1                |                  |                  |  |             |            |            |            |            |                 |   |        |        |
|  | Borussia Dortmund     |                  |                  |                  |   | 1               | 0                | 1                |                  |                  |  |             |            |            |            |            |                 |   |        |        |
|  | Chelsea               | 0                | 2                | 2                |   |                 |                  |                  |                  |                  |  |             |            |            |            |            |                 |   |        |        |
|  | Chelsea               | 0                | 2                | 2                |   |                 |                  |                  |                  |                  |  | Real Madrid | 1          | 0          | 1          |            |                 |   |        |        |
|  |                       |                  |                  |                  |   |                 |                  |                  |                  |                  |  | Real Madrid | 1          | 0          | 1          |            |                 |   |        |        |
|  |                       | Manchester City  | 1                | 4                | 5 |                 |                  |                  |                  |                  |  |             |            |            |            |            |                 |   |        |        |
|  | RB Lipsia             | Manchester City  | 1                | 4                | 5 | 1               | 0                | 1                |                  |                  |  |             |            |            |            |            |                 |   |        |        |
|  | RB Lipsia             |                  |                  |                  |   | 1               | 0                | 1                |                  |                  |  |             |            |            |            |            |                 |   |        |        |
|  | Manchester City       | 1                | 7                | 8                |   |                 |                  |                  |                  |                  |  |             |            |            |            |            |                 |   |        |        |
|  | Manchester City       | 1                | 7                | 8                |   | Manchester City | 3                | 1                | 4                |                  |  |             |            |            |            |            |                 |   |        |        |
|  |                       |                  |                  |                  |   | Manchester City | 3                | 1                | 4                |                  |  |             |            |            |            |            |                 |   |        |        |
|  |                       | Bayern Monaco    | 0                | 1                | 1 |                 |                  |                  |                  |                  |  |             |            |            |            |            |                 |   |        |        |
|  | Paris Saint-Germain   | Bayern Monaco    | 0                | 1                | 1 | 0               | 0                | 0                |                  |                  |  |             |            |            |            |            |                 |   |        |        |
|  | Paris Saint-Germain   |                  |                  |                  |   | 0               | 0                | 0                |                  |                  |  |             |            |            |            |            |                 |   |        |        |
|  | Bayern Monaco         | 1                | 2                | 3                |   |                 |                  |                  |                  |                  |  |             |            |            |            |            |                 |   |        |        |
|  | Bayern Monaco         | 1                | 2                | 3                |   |                 |                  |                  |                  |                  |  |             |            |            |            |            | Manchester City | 1 |        |        |
|  |                       |                  |                  |                  |   |                 |                  |                  |                  |                  |  |             |            |            |            |            |                 | 1 |        |        |
|  |                       | Inter            | 0                |                  |   |                 |                  |                  |                  |                  |  |             |            |            |            |            |                 |   |        |        |
|  | Milan                 | Inter            | 0                | 1                | 0 | 1               |                  |                  |                  |                  |  |             |            |            |            |            |                 |   |        |        |
|  | Milan                 |                  |                  | 1                | 0 | 1               |                  |                  |                  |                  |  |             |            |            |            |            |                 |   |        |        |
|  | Tottenham             | 0                | 0                | 0                |   |                 |                  |                  |                  |                  |  |             |            |            |            |            |                 |   |        |        |
|  | Tottenham             | 0                | 0                | 0                |   | Milan           | 1                | 1                | 2                |                  |  |             |            |            |            |            |                 |   |        |        |
|  |                       |                  |                  |                  |   | Milan           | 1                | 1                | 2                |                  |  |             |            |            |            |            |                 |   |        |        |
|  |                       | Napoli           | 0                | 1                | 1 |                 |                  |                  |                  |                  |  |             |            |            |            |            |                 |   |        |        |
|  | Eintracht Francoforte | Napoli           | 0                | 1                | 1 | 0               | 0                | 0                |                  |                  |  |             |            |            |            |            |                 |   |        |        |
|  | Eintracht Francoforte |                  |                  |                  |   | 0               | 0                | 0                |                  |                  |  |             |            |            |            |            |                 |   |        |        |
|  | Napoli                | 2                | 3                | 5                |   |                 |                  |                  |                  |                  |  |             |            |            |            |            |                 |   |        |        |
|  | Napoli                | 2                | 3                | 5                |   |                 |                  |                  |                  |                  |  | Milan       | 0          | 0          | 0          |            |                 |   |        |        |
|  |                       |                  |                  |                  |   |                 |                  |                  |                  |                  |  | Milan       | 0          | 0          | 0          |            |                 |   |        |        |
|  |                       | Inter            | 2                | 1                | 3 |                 |                  |                  |                  |                  |  |             |            |            |            |            |                 |   |        |        |
|  | Club Bruges           | Inter            | 2                | 1                | 3 | 0               | 1                | 1                |                  |                  |  |             |            |            |            |            |                 |   |        |        |
|  | Club Bruges           |                  |                  |                  |   | 0               | 1                | 1                |                  |                  |  |             |            |            |            |            |                 |   |        |        |
|  | Benfica               | 2                | 5                | 7                |   |                 |                  |                  |                  |                  |  |             |            |            |            |            |                 |   |        |        |
|  | Benfica               | 2                | 5                | 7                |   | Benfica         | 0                | 3                | 3                |                  |  |             |            |            |            |            |                 |   |        |        |
|  |                       |                  |                  |                  |   | Benfica         | 0                | 3                | 3                |                  |  |             |            |            |            |            |                 |   |        |        |
|  |                       | Inter            | 2                | 3                | 5 |                 |                  |                  |                  |                  |  |             |            |            |            |            |                 |   |        |        |
|  | Inter                 | Inter            | 2                | 3                | 5 | 1               | 0                | 1                |                  |                  |  |             |            |            |            |            |                 |   |        |        |
|  | Inter                 |                  |                  |                  |   | 1               | 0                | 1                |                  |                  |  |             |            |            |            |            |                 |   |        |        |
|  | Porto                 | 0                | 0                | 0                |   |                 |                  |                  |                  |                  |  |             |            |            |            |            |                 |   |        |        |

##### Ottavi di finale
| Squadra 1             | Totale | Squadra 2       | Andata | Ritorno |
| --------------------- | ------ | --------------- | ------ | ------- |
| RB Lipsia             | 1 - 8  | Manchester City | 1 - 1  | 0 - 7   |
| Club Bruges           | 1 - 7  | Benfica         | 0 - 2  | 1 - 5   |
| Liverpool             | 2 - 6  | Real Madrid     | 2 - 5  | 0 - 1   |
| Milan                 | 1 - 0  | Tottenham       | 1 - 0  | 0 - 0   |
| Eintracht Francoforte | 0 - 5  | Napoli          | 0 - 2  | 0 - 3   |
| Borussia Dortmund     | 1 - 2  | Chelsea         | 1 - 0  | 0 - 2   |
| Inter                 | 1 - 0  | Porto           | 1 - 0  | 0 - 0   |
| Paris Saint-Germain   | 0 - 3  | Bayern Monaco   | 0 - 1  | 0 - 2   |

##### Quarti di finale
| Squadra 1       | Totale | Squadra 2     | Andata | Ritorno |
| --------------- | ------ | ------------- | ------ | ------- |
| Real Madrid     | 4 - 0  | Chelsea       | 2 - 0  | 2 - 0   |
| Benfica         | 3 - 5  | Inter         | 0 - 2  | 3 - 3   |
| Manchester City | 4 - 1  | Bayern Monaco | 3 - 0  | 1 - 1   |
| Milan           | 2 - 1  | Napoli        | 1 - 0  | 1 - 1   |

##### Semifinali
| Squadra 1   | Totale | Squadra 2       | Andata | Ritorno |
| ----------- | ------ | --------------- | ------ | ------- |
| Milan       | 0 - 3  | Inter           | 0 - 2  | 0 - 1   |
| Real Madrid | 1 - 5  | Manchester City | 1 - 1  | 0 - 4   |

##### Finale
| Arbitro: | Szymon Marciniak |

|           |           |  |
| Rodri 68’ | Marcatori |  |

| Manchester City | Inter |

| P               | 31 | Ederson         | 90+4’ |     |
| D               | 25 | Manuel Akanji   |       |     |
| D               | 3  | Rúben Dias      |       |     |
| D               | 6  | Nathan Aké      |       |     |
| C               | 5  | John Stones     |       | 82’ |
| C               | 16 | Rodri           |       |     |
| C               | 20 | Bernardo Silva  |       |     |
| C               | 17 | Kevin De Bruyne |       | 36’ |
| C               | 8  | İlkay Gündoğan  |       |     |
| C               | 10 | Jack Grealish   |       |     |
| A               | 9  | Erling Haaland  | 90+2’ |     |
| A disposizione: |    |                 |       |     |
| P               | 18 | Stefan Ortega   |       |     |
| P               | 33 | Scott Carson    |       |     |
| D               | 2  | Kyle Walker     |       | 82’ |
| D               | 14 | Aymeric Laporte |       |     |
| D               | 21 | Sergio Gómez    |       |     |
| D               | 82 | Rico Lewis      |       |     |
| C               | 4  | Kalvin Phillips |       |     |
| C               | 32 | Máximo Perrone  |       |     |
| C               | 47 | Phil Foden      |       | 36’ |
| C               | 80 | Cole Palmer     |       |     |
| A               | 19 | Julián Álvarez  |       |     |
| A               | 26 | Riyad Mahrez    |       |     |
| Allenatore:     |    |                 |       |     |
| Pep Guardiola   |    |                 |       |     |

| P               | 24             | André Onana         | 90+2’ |     |
| D               | 36             | Matteo Darmian      |       | 84’ |
| D               | 15             | Francesco Acerbi    |       |     |
| D               | 95             | Alessandro Bastoni  |       | 76’ |
| C               | 2              | Denzel Dumfries     |       | 76’ |
| C               | 23             | Nicolò Barella      | 59’   |     |
| C               | 77             | Marcelo Brozović    |       |     |
| C               | 20             | Hakan Çalhanoğlu    |       | 84’ |
| C               | 32             | Federico Dimarco    |       |     |
| A               | 10             | Lautaro Martínez    |       |     |
| A               | 9              | Edin Džeko          |       | 57’ |
| A disposizione: |                |                     |       |     |
| P               | 1              | Samir Handanović    |       |     |
| P               | 21             | Alex Cordaz         |       |     |
| D               | 6              | Stefan de Vrij      |       |     |
| D               | 12             | Raoul Bellanova     |       | 76’ |
| D               | 33             | Danilo D'Ambrosio   |       | 84’ |
| D               | 37             | Milan Škriniar      |       |     |
| C               | 5              | Roberto Gagliardini |       |     |
| C               | 8              | Robin Gosens        |       | 76’ |
| C               | 14             | Kristjan Asllani    |       |     |
| C               | 22             | Henrikh Mkhitaryan  |       | 84’ |
| A               | 11             | Joaquín Correa      |       |     |
| A               | 90             | Romelu Lukaku       | 83’   | 57’ |
| Allenatore:     |                |                     |       |     |
| Simone Inzaghi  | Simone Inzaghi | Simone Inzaghi      | 90+6’ |     |

| Assistenti arbitrali: Paweł Sokolnicki (Polonia) Tomasz Listkiewicz (Polonia) Quarto ufficiale: István Kovács (Romania) Assistente di riserva: Vasile Marinescu (Romania) VAR: Tomasz Kwiatkowski (Polonia) Assistente al VAR: Bartosz Frankowski (Polonia) Supporto al VAR: Marco Fritz (Germania) | Regole dell'incontro - due tempi regolamentari da 45 minuti ciascuno; - due tempi supplementari da 15 minuti ciascuno in caso di parità; - tiri di rigore in caso di ulteriore parità; inizialmente cinque per squadra, e a oltranza fino a spareggio in caso di ulteriore parità; - numero massimo di 23 giocatori per squadra a referto (11 in campo e 12 come potenziali sostituti); - cinque sostituzioni permesse nei tempi regolamentari; una sesta permessa nei tempi supplementari. |

## Classifica marcatori
Aggiornata al 10 giugno 2023.
| Gol |  |  | Giocatore          | Squadra             |
| --- |  |  | ------------------ | ------------------- |
| 12  |  |  | Erling Haaland     | Manchester City     |
| 8   |  |  | Mohamed Salah      | Liverpool           |
| 7   |  |  | Kylian Mbappé      | Paris Saint-Germain |
| 7   |  |  | Vinícius Júnior    | Real Madrid         |
| 6   |  |  | João Mário         | Benfica             |
| 5   |  |  | Victor Osimhen     | Napoli              |
| 5   |  |  | Robert Lewandowski | Barcellona          |
| 5   |  |  | Mehdi Taremi       | Porto               |
| 5   |  |  | Rodrygo            | Real Madrid         |
| 5   |  |  | Rafa Silva         | Benfica             |
| 5   |  |  | Olivier Giroud     | Milan               |

## Squadra della stagione
La squadra della stagione è stata selezionata al termine del torneo.
| Ruolo | Naz.                   | Giocatore          | Squadra         |
| ----- | ---------------------- | ------------------ | --------------- |
| P     | Belgio (bandiera)      | Thibaut Courtois   | Real Madrid     |
| D     | Inghilterra (bandiera) | Kyle Walker        | Manchester City |
| D     | Portogallo (bandiera)  | Rúben Dias         | Manchester City |
| D     | Italia (bandiera)      | Alessandro Bastoni | Inter           |
| D     | Italia (bandiera)      | Federico Dimarco   | Inter           |
| C     | Inghilterra (bandiera) | John Stones        | Manchester City |
| C     | Belgio (bandiera)      | Kevin De Bruyne    | Manchester City |
| C     | Spagna (bandiera)      | Rodri              | Manchester City |
| A     | Portogallo (bandiera)  | Bernardo Silva     | Manchester City |
| A     | Norvegia (bandiera)    | Erling Haaland     | Manchester City |
| A     | Brasile (bandiera)     | Vinícius Júnior    | Real Madrid     |

Giocatore del torneo
 Rodri ( Manchester City)
Miglior giovane
 Khvicha Kvaratskhelia ( Napoli)